# Lincos
Lincos is een kunsttaal ontwikkeld door prof. dr. Hans Freudenthal en voor het eerst beschreven in 1960 en later gepubliceerd in zijn boek LINCOS: Design of a Language for Cosmic Intercourse, Part 1. De naam Lincos is een afkorting van de Latijnse uitdrukking: lingua cosmica. De taal is ontworpen om begrepen te worden door elke mogelijke intelligente buitenaardse levensvorm, en bedoeld om gebruikt te worden in interstellaire radio-uitzendingen.
Vóór enig zinvol bericht uit te zenden, wordt eerst de "woordenlijst" van Lincos uitgezonden. Deze begint met een eenvoudig patroon van pulsen om de terminologie van natuurlijke getallen en de grondbegrippen van rekenen: optellen, aftrekken, vermenigvuldigen en delen, in het binaire getalsysteem vast te leggen. Dan volgen de begrippen gelijkheid, vergelijking, variabelen en constanten, die aan de hand van voorbeelden verduidelijkt worden, waarna tot slot de propositielogica, de verzamelingenleer en de eerste-orde logica volgen.
De volgende paragraaf van de "woordenlijst" legt de terminologie vast voor het beschrijven van tijd, door middelen om tijdsduur en verwijzing naar tijdstippen te introduceren en te spreken over verleden, heden en toekomst.
De derde paragraaf is het ingewikkeldst; het probeert de begrippen en benodigde taal over te brengen om gedrag en communicatie tussen individuen te beschrijven. Het gebruikt voorbeelden van gesprekspartners die elkaar vragen stellen, daarop goed- of afkeurend reageren, anderen citeren, dingen weten en willen, beloven en spelen.
Ten slotte beschrijft de vierde paragraaf de begrippen die te maken hebben met massa, ruimte en beweging. Het gaat daarin zo ver als nodig is om fysica van menselijk leven en het zonnestelsel te beschrijven.
Er was een tweede boek gepland, maar dit is nooit geschreven. Daarin zouden vier paragrafen aan de "woordenlijst" toegevoegd worden, getiteld: "Matter," "Earth," "Life" en "Behavior 2". Andere onderzoekers hebben sindsdien de taal enigszins naar eigen inzicht uitgebreid (zie bijvoorbeeld: CosmicOS).
Er hebben tot nu toe geen werkelijk uitzendingen met Lincos plaatsgevonden. Lincos blijft vooral een theoretische oefening in communicatie.

## Voorbeelden
Het volgende voorbeeld van Lincos uit paragraaf 3 van Freudenthals boek laat zien hoe de ene persoon een ander vragen stelt:
| Lincos tekst         | Betekenis                                  |
| -------------------- | ------------------------------------------ |
| Ha Inq Hb ?x 2x = 5  | Ha zegt tegen Hb: Voor welke x is 2x = 5?  |
| Hb Inq Ha 5/2        | Hb zegt tegen Ha: 5/2.                     |
| Ha Inq Hb Ben        | Ha zegt tegen Hb: Goed.                    |
| Ha Inq Hb ?x 4x = 10 | Ha zegt tegen Hb: Voor welke x is 4x = 10? |
| Hb Inq Ha 10/4       | Hb zegt tegen Ha: 10/4.                    |
| Ha Inq Hb Mal        | Ha zegt tegen Hb: Slecht.                  |
| Hb Inq Ha 1/4        | Hb zegt tegen Ha: 1/4.                     |
| Ha Inq Hb Mal        | Ha zegt tegen Hb: Slecht.                  |
| Hb Inq Ha 5/2        | Hb zegt tegen Ha: 5/2.                     |
| Ha Inq Hb Ben        | Ha zegt tegen Hb: Goed.                    |

Een ander voorbeeld laat een meta-conversatie zien:
| Lincos tekst                 | Betekenis                                                |
| ---------------------------- | -------------------------------------------------------- |
| Ha Inq Hb ?x 4x=10           | Ha zegt tegen Hb: Voor welke x is 4x=10?                 |
| Hb Inq Hc ?y Inq Hb ?x 4x=10 | Hb zegt tegen Hc: Wie vraagt naar de x waarvoor 4x = 10? |
| Hc Inq Hb Ha                 | Hc zegt tegen Hb: Ha.                                    |

## Popcultuur
In de film Contact ontvangen SETI-astronomen een radio bericht uit de ruimte met daarin een woordenlijst die lijkt op Lincos.
In aflevering 12 van seizoen 4 van Star Trek: Discovery. Een onbekende en intelligente, levensvorm start een communicatie door middel van wiskundige vergelijkingen verpakt in patronen van lichtflitsen. Hier neemt de onbekende levensvorm initiatief om een overbruggingstaal aan de mensen te leren.